# Захисні механізми психіки
Захисні механізми психіки — несвідомий психологічний механізм, який зменшує занепокоєння, що виникає з неприйнятних або потенційно шкідливих подразників. Зигмунд Фрейд був одним із перших прихильників цієї конструкції (в своїй психоаналітичній теорії) і використовував це поняття для «загального позначення техніки, яку Еґо використовує в конфліктах, які можуть привести до неврозів». Анна Фрейд, авторка класичної праці «Психологія Я та захисні механізми», яка розвивала теорію батька, підкреслювала, що «Еґо-захисні механізми — несвідомі, і вони відкидають вимоги інстинкту». Надалі поняття захисних механізмів було інтерпретоване, трансформоване і модернізоване як представниками різних поколінь дослідників і психотерапевтів психоаналітичної орієнтації, так і інших психологічних течій: екзистенціальної психології, гуманістичної психології, гештальт-психології тощо.

## Теорії і класифікації
Номенклатура захисних механізмів є неоднозначною і персонально специфічною. Немає єдності і в термінології. Проте існування захисних механізмів вважається незаперечним і експериментально підтвердженим.
Психоаналітики К. Голл і Г. Ліндцей виділяли дві основні характеристики захисних механізмів:
- вони заперечують або викривляють реальність;
- вони діють на несвідомому рівні.

До того ж, захисні механізми можуть викривляти факти як внутрішньої, так і зовнішньої реальності. «Наприклад, Я може захищати себе як незнанням про існування певних потреб та інстинктів, так і незнанням про існування зовнішніх об'єктів».
Слід зауважити, що люди рідко використовують якийсь один тип захисних механізмів. Як правило, в межах однієї особистості вони надзвичайно різноманітні.

## Класифікації захисних механізмів

### Відсутність єдності критеріїв
Попри те, що феномен вивчається досить давно, єдиної класифікації не вироблено. Існує багато критеріїв, за якими класифікують захисні механізми. Серед них:
- блокування чи викривлення інформації
- ступінь активності особистості в формуванні захисту
- особливості переробки інформації, яка не має бути доведена до свідомості
- природа перепон, з якими зіштовхується суб'єкт
- результат захисту — досягнення нагороди чи уникнення небезпеки
- базисність чи вторинність захистів тощо.

За характером фрустраторів, проти яких спрямовані захисні механізми, їх поділяють на:
- захисні механізми, спрямовані проти зовнішніх фрустраторів;
- захисні механізми, спрямовані проти внутрішніх фрустраторів.

### Класифікація вГештальт-терапії
| - Конфлюенція (злиття) - Інтроекція - Проєкція - Ретрофлексія - Еготизм - Дефлексія (уникнення) - Девалідизація (знецінення) |

### КласифікаціяАнни Фрейд
Механізми захисту А. Фрейд розглядала як інтелектуальні і рухові автоматизми різного ступеня складності, що виникли в процесі мимовільного і довільного навчання.
Очевидно, механізм заміщення Анною Фрейд ототожнювався з сублімацією і тому не виділений окремо. Перелік захисних механізмів психіки, які використовуються проти:
| Внутрішніх фрустраторів | Зовнішніх фрустраторів                                                                   |
| --- | ---------------------------------------------------------------------------------------- |
| 1. Психологічне витіснення 2. Регресія 3. Реактивне утворення (формування реакції) 4. Ізоляція афекту 5. заперечення (анулювання) здійсненої дії, того, що відбувається[джерело?] 6. Проєкція 7. Інтроекція 8. звернення на власну особистість[джерело?] 9. перетворення на власну протилежність[джерело?] 10. Сублімація | 1. втеча від ситуації[джерело?] 2. Заперечення 3. Ідентифікація 4. обмеження Я[джерело?] |

### Категоризація Джорджа Вейланта
За категоризацією Джорджа Вейланта (1977), психологічні захисти вибудовуються в континуум відповідно до рівня психоаналітичного розвитку:
| I рівень: психотичні захисти | II рівень: незрілі захисти | III рівень: невротичні захисти | IV рівень: зрілі захисти |
| --- | --- | --- | --- |
| - Екстремальна проєкція - Когнітивне спотворення (пізнавальне перекручування) - Конверсія (іноді істерія) - Марення (проєкція нісенітниці) - Психотичне заперечення (відмова) - Розщеплення Его | - Віддіювання - Інтроекція - Пасивна агресія - Прийняття бажаного за дійсне - Примітивна ідеалізація або девальвація (знецінення) - Проєктивна ідентифікація - Проєкція - Соматизація (втеча в хворобу) - Фантазія | - Анулювання (відшкодування) - Виміщення (заміщення, усунення, зсув) - Дисоціація - Ізоляція афекту - Інтелектуалізація - Іпохондрія - Раціоналізація (виправдання) - Реактивне утворення (формування реакції) - Регресія - Психологічне витіснення - Самотність - Соціальне порівняння (поблажливість або піднесення) | - Акцептація (прийняття, схвалення) - Альтруїзм - Антиципація (очікування) - Вдячність - Гумор - Емоційна самодостатність - Емоційна саморегуляція - Ідентифікація - Милосердя - Мужність - Повага - Покора - Прощення - Стриманість (поміркованість) - Сублімація - Супресія (подавлення, приховування, витиснення) - Терпеливість - Толерантність - Уважність (усвідомленість) |

### КласифікаціяНенсі Мак-Уільямс[ru]
| Первинні захисні механізми (примітивні) | Вторинні захисні механізми (досконалі) |
| --- | --- |
| - Всемогутній контроль - Дисоціація - Заперечення - Інтроекція (головним чином ідентифікація з агресором) - Примітивна ідеалізація або девальвація (знецінення) - Примітивна ізоляція (захисне або аутистичне фантазування) - Проєктивна ідентифікація - Проєкція - Розщеплення Его - Соматизація (втеча в хворобу) (конверсія) | - Анулювання (відшкодування) - Аутоагресія (аутодеструкція, поворот проти себе) - Виміщення (заміщення, усунення (зсув)) - Віддіювання - Ігнорування (уникнення) - Ідентифікація - Ізоляція афекту - Інтелектуалізація - Компартменталізація (роздільне мислення) - Компенсація (гіперкомпенсація) - Моралізація - Раціоналізація (виправдання) - Реактивне утворення (формування реакції) - Реверсія - Регресія - Психологічне витіснення - Сексуалізація (інстінктуалізація) - Сублімація |

### Класифікація Людмили Дьоміної та Ірини Ральникової
Класифікація Людмили Дьоміної та Ірини Ральникової
1. захисти, які опосередковують сприйняття інформації — «природні» — блокування інформації, несвідоме виключення її зі сфери свідомого:
2. захисти, які опосередковують різноманітні форми викривлення (трансформації) інформації — «інтегративні» — пов'язані з несвідомою оцінкою змісту небажаної для психіки інформації, її змінами, неадекватністю оцінки. В результаті дії цих механізмів особистість починає володіти неадекватною до реальності інформацією і жити у світі ілюзій:
3. захисти, що базуються на первинних примітивних формах психічних проявлень — «ретрозахисти» — використовують механізми, які виникли в дитинстві, практично без змін. Схильність до цього типу захисту опосередковано свідчить про деяку особистісну і соціальну інфантильність людини. Цей тип найбільш близький до розвитку деструктивних, інколи патологічних властивостей особистості, формуючи риси підпорядкування та залежностей.

| Природні                                                     | Інтегративні | Ретрозахисти |
| ------------------------------------------------------------ | --- | --- |
| - Витіснення - Психологічне витіснення - Аскетизм - Нігілізм | - Агресія - десакралізація[джерело?] - Ідеалізація - Проєкція - трансформація[джерело?] - Ідентифікація - гра ролі[джерело?] - Інверсія: - реактивне формування[джерело?] - зворотне відчуття[джерело?] - формування реакції[джерело?] - мартиризація[джерело?] - формування симптомів[джерело?] - Гумор - Емоційне вигорання - знецінювання[джерело?] - Раціоналізація (виправдання) - Компенсація (гіперкомпенсація): - Сублімація - Субституція - фасад, маска, екранування[джерело?] - Інтелектуалізація - Інтроекція - Ретрофлексія | - Відступ - самозамкнення[джерело?] - Дефлексія - окаменіння[джерело?] - втеча в віртуальну реальність/віртуальність[джерело?] - Комплекс Іони - Регресія: - примітивні механізми: - Заперечення - Розщеплення - Проєктивна ідентифікація - Парціальна перцепція - Рухова активність - оглушення[джерело?] |

### Інші класифікації
Перелік захисних механізмів дуже великий, і вчені ще не дійшли теоретичного консенсусу щодо їх кількості. Були зроблені намагання класифікувати захисні механізми за їх властивостями.
Отто Кернберг (1967) розвинув теорію межової організації особистості (одним із наслідків якої може бути межовий розлад особистості). Його теорія базується на теорії об'єктних стосунків Еґо-психології.
Межова організація особистості розвивається, коли дитина не може співвіднести позитивні й негативні ментальні об'єкти. Кернберг надає центрального значення в такій організації особистості примітивним захисним механізмам, таким як проєкція, заперечення, розщеплення (розщеплення особистості), тому вони називаються межовими захисними механізмами, разом із знецінюванням та проєктивною ідентифікацією.
За теорією Роберта Платчіка (1979), захисти — це похідні від базових емоцій. Виділяються такі захисні механізми: формування реакції, заперечення, витіснення, регресія, компенсація, проєкція, заміщення, інтелектуалізація.
У Діагностичному та статистичному керівництві з душевних хвороб (DSM-IV), оприлюдненому Американською асоціацією психіатрів (1994) міститься орієнтовна класифікація захисних механізмів. Вона здебільшого базується на ієрархічному розподілі Вейланта, проте дещо модифікована.